# シエーナ共和国

シエーナ共和国
Repubblica di Siena (イタリア語)
Respublica Senensis (ラテン語)

国の標語: Libertas（ラテン語）
自由
イタリアの地図（1494年）
   シエーナ共和国

シエーナ共和国（Repubblica di Siena）は、中世のイタリア半島に存在した国家である。シエーナの都市国家から興り、トスカーナ地方の覇権をフィレンツェ（フィレンツェ共和国およびその後身となるメディチ家の国家）と争った。

## 歴史

### シエーナ共和国の誕生

シエーナ共和国（青）とその強い影響が及んだ地域（クリーム色）の変遷 (1125-1559)

1115年、北イタリアの大領主であったトスカーナ女伯マティルデ・ディ・カノッサが後継者なく没すると、その領域は細分化されて自治的な勢力が勃興し、都市国家群が生まれることになる。この時代、都市シエーナは、金融の一大センターとなり、また羊毛取引の重要なプレイヤーとして成長を遂げた。
12世紀初頭、貴族中心の行政機構は、市民による自治組織（コムーネ）へと変化していった。都市を治めるコンスルは長い時間を経て、多くの市民身分の者（poblani）が就任するようになった。また、防御を固めた都市の中に、郊外の封建領主たちを受け入れることにより、コムーネはその領域を拡大させた。
シエーナは当初シエーナ司教による直接支配を受けたが、12世紀の間にその統治力は衰えていった。司教はアレッツォの領土問題を巡り、都市の有力市民の協力を取り付ける代わりに、都市運営にかれらの大きな発言力を認めることを余儀なくされた。1167年、シエーナの都市共同体（コムーネ）は、司教による統治からの独立を宣言した。1179年には都市の憲章が制定されている。

### シエーナとフィレンツェ
シエーナ共和国は、内部に貴族と市民党派の間の抗争を抱えつつ、通常は最大のライバルであるフィレンツェ（フィレンツェ共和国）と政治的に対抗する立場をとった。13世紀に展開された教皇派と皇帝派の抗争では、フィレンツェが教皇派（ゲルフ）であったのに対抗し、シエーナは主に皇帝派（ギベリン）の立場に立っていた。1260年9月4日のモンタペルティの戦い (Battle of Montaperti) で、シエーナをはじめとするギベリン軍は、数に勝るフィレンツェなどのゲルフ軍を打ち破っている。
1348年、黒死病の流行によりシエーナは打撃を受けている。これに加え、財政難がシエーナを苦しめた。1355年、神聖ローマ皇帝カール4世がイタリア遠征の途次シエーナに入るとシエーナの人口は増加し、従来の「ノヴェスキ (Noveschi) 」（九君主制）と呼ばれる9人の代表者による統治体制を改め、代表者の数は12人に増員されている。しかし、その後制度は一定せず、代表者の数は10人、11人、15人とめまぐるしく変わった。1399年、シエーナはフィレンツェに対抗するために、ミラノ公ジャン・ガレアッツォ・ヴィスコンティを迎え入れている。
1404年にヴィスコンティ家は追放され、10人の代表者による政府が定着した。新たな政府はナポリ王ラディズラーオ1世への対抗のためにフィレンツェと連携している。1458年、シエーナ出身のピウス2世が教皇に選出されるとピッコロミニ家 (Piccolomini) をはじめとする貴族党派が政権に返り咲いたが、教皇没後は再び市民党派が政権の座に就いた。
1487年、パンドルフォ・ペトルッチ (Pandolfo Petrucci) のもと、フィレンツェやナポリ王アルフォンソ2世に支援された貴族党派は政権を奪回した。ペトルッチは1512年に没するまでシエーナをよく治め、芸術と科学を保護し、チェーザレ・ボルジアから都市を防衛した。パンドルフォの死後、ペトルッチ家は内紛を繰り返し、1523年に市民党派によって追放されている。しかし政情は安定せず、皇帝カール5世はスペイン軍団にシエーナを占領させた。

### シエーナ共和国の滅亡
1552年、シエーナ共和国はフランスと手を結び、スペイン兵を追放した。カール5世は、傭兵隊長ジャン・ジャコモ・メディチ (Gian Giacomo Medici) を派遣し、皇帝軍・フィレンツェ軍をもってシエーナ攻略に当たらせた。シエーナ共和国はピエトロ・ストロッツィ (Piero Strozzi) に防衛に当たらせるが、1554年8月のマルチアーノの戦い (Battle of Marciano) でシエーナ軍は敗北した。1555年4月17日、シエーナはスペインに降伏し、シエーナ共和国は終焉を迎えた。ただし、シエーナの共和派の700家族は、1559年までモンタルチーノを拠点として抵抗を続けている。
1556年に即位したスペイン王フェリペ2世は、メディチ家に膨大な金額を借りていた。1559年のカトー・カンブレジ条約で、スペインは借金と引き換えにシエーナをフィレンツェ公国（のちにトスカーナ大公国）に割譲した。以後、19世紀のイタリア統一戦争まで、シエーナはトスカーナ大公国領となる。